# Élections municipales à Nice
Les élections municipales à Nice permettent l'élection du maire et des conseillers municipaux. Depuis 1983, comme dans toutes les communes françaises de plus de 300 000 habitants, hormis Paris, Lyon et Marseille, le conseil municipal de Nice est composé de 69 conseillers municipaux.

## Sous laVeRépublique

### Élection municipale de 2020
| Tête de liste            | Tête de liste            | Liste                    | Premier tour | Premier tour | Second tour | Second tour | Sièges | Sièges |
| Tête de liste            | Tête de liste            | Liste                    | Voix         | %            | Voix        | %           | CM     | CC     |
| ------------------------ | ------------------------ | ------------------------ | ------------ | ------------ | ----------- | ----------- | ------ | ------ |
|                          | Christian Estrosi        | LR                       | 28 326       | 47,62        | 34 039      | 59,30       | 56     | 52     |
|                          | Philippe Vardon          | RN                       | 9 931        | 16,69        | 12 279      | 21,39       | 7      | 7      |
|                          | Jean-Marc Governatori    | AEI-C21-EÉLV-GÉ-MHAN     | 6 723        | 11,30        | 11 078      | 19,30       | 6      | 6      |
|                          | Mireille Damiano         | FI-PCF-E !-G.s           | 5 297        | 8,90         |             |             |        |        |
|                          | Benoît Kandel            | CNIP-DVD                 | 4 347        | 7,30         |             |             |        |        |
|                          | Patrick Allemand         | PS-UDE                   | 3 908        | 6,57         |             |             |        |        |
|                          | Valery Sohm              | UPR                      | 546          | 0,91         |             |             |        |        |
|                          | Estelle Jaquet           | LO                       | 394          | 0,66         |             |             |        |        |
|                          |                          |                          |              |              |             |             |        |        |
| Votes exprimés           | Votes exprimés           | Votes exprimés           | 59 472       | 96,72        | 57 396      | 95,97       |        |        |
| Votes blancs             | Votes blancs             | Votes blancs             | 700          | 1,14         | 1 348       | 2,25        |        |        |
| Votes nuls               | Votes nuls               | Votes nuls               | 1 319        | 2,15         | 1 062       | 1,78        |        |        |
| Total                    | Total                    | Total                    | 61 491       | 100          | 59 806      | 100         | 69     | 65     |
| Abstention               | Abstention               | Abstention               | 153 987      | 71,46        | 155 708     | 72,25       |        |        |
| Inscrits / participation | Inscrits / participation | Inscrits / participation | 215 478      | 28,54        | 215 514     | 27,75       |        |        |

### Élection municipale de 2014
Maire sortant : Christian Estrosi (UMP)
69 sièges à pourvoir (population légale 2011 : 344 064 habitants)
| Tête de liste   | Tête de liste           | Liste                                                                          | Partis         | Premier tour | Premier tour | Second tour | Second tour | Sièges | Sièges | Sièges | Sièges |
| Tête de liste   | Tête de liste           | Liste                                                                          | Partis         | Voix         | %            | Voix        | %           | CM     | %      | CC     |        |
| --------------- | ----------------------- | ------------------------------------------------------------------------------ | -------------- | ------------ | ------------ | ----------- | ----------- | ------ | ------ | ------ | ------ |
|                 | Christian Estrosi *     | Nice ensemble                                                                  | UMP            | 51 653       | 44,98        | 54 573      | 48,61       | 52     | 75,4   | 49     |        |
|                 | Marie Christine Arnautu | Nice Bleu Marine                                                               | FN             | 17 910       | 15,59        | 23 691      | 21,10       | 7      | 10,1   | 7      |        |
|                 | Patrick Allemand        | Un autre avenir pour Nice                                                      | PS-EELV        | 17 514       | 15,25        | 20 033      | 17,84       | 6      | 8,7    | 5      |        |
|                 | Olivier Bettati         | Mon parti c'est Nice                                                           | DVD-DVG        | 11 632       | 10,12        | 13 947      | 12,42       | 4      | 5,8    | 4      |        |
|                 | Robert Injey            | Nice, l'humain d'abord                                                         | FG             | 6 178        | 5,38         |             |             |        |        |        |        |
|                 | Philippe Vardon         | Immigration - islamisation - insécurité - impôts : basta ! La seule opposition | EXD            | 5 095        | 4,43         |             |             |        |        |        |        |
|                 | Jacques Peyrat          | Rassemblement pour Nice                                                        | DVD            | 4 239        | 3,69         |             |             |        |        |        |        |
|                 | Michel Cotta            | Unissons-nous                                                                  | DVD            | 610          | 0,53         |             |             |        |        |        |        |
|                 |                         |                                                                                |                |              |              |             |             |        |        |        |        |
| Inscrits        | Inscrits                | Inscrits                                                                       | Inscrits       | 218 184      | 100,0        | 218 513     | 100,0       |        |        |        |        |
| Abstentions     | Abstentions             | Abstentions                                                                    | Abstentions    | 99 973       | 45,82        | 101 819     | 46,60       |        |        |        |        |
| Votants         | Votants                 | Votants                                                                        | Votants        | 118 211      | 54,18        | 116 694     | 53,40       |        |        |        |        |
| Blancs et nuls  | Blancs et nuls          | Blancs et nuls                                                                 | Blancs et nuls | 3 380        | 1,55         | 4 450       | 3,81        |        |        |        |        |
| Exprimés        | Exprimés                | Exprimés                                                                       | Exprimés       | 114 831      | 52,63        | 112 244     | 96,19       |        |        |        |        |
| * Maire sortant |                         |                                                                                |                |              |              |             |             |        |        |        |        |

### Élection municipale de 2008
Le premier tour a eu lieu le 9 mars 2008 et le second tour, le 16 mars 2008. Christian Estrosi est élu face au socialiste Patrick Allemand et au maire sortant Jacques Peyrat. 
|                 | Christian Estrosi | Nice Ensemble        | UMP-NC-MPF           | 43 576  | 35,80  | 51 792  | 41,33  | 49 | 71,0 |  |  |
|                 | Patrick Allemand  | Changer d'ère        | PS-PCF-Les Verts-MRC | 27 141  | 22,30  | 41 561  | 33,17  | 11 | 15,9 |  |  |
|                 | Jacques Peyrat *  | Entente républicaine | Divers droite        | 28 161  | 23,14  | 31 952  | 25,50  | 9  | 13,0 |  |  |
|                 | Patrick Mottard   | Nice Autrement       | Divers gauche        | 7 887   | 6,48   |         |        |    |      |  |  |
|                 | Lydia Schénardi   | Nice d'abord         | FN                   | 5 068   | 4,16   |         |        |    |      |  |  |
|                 | Hervé Caël        | Nice Arc-en-ciel     | MoDem-MEI-PRG        | 3 781   | 3,11   |         |        |    |      |  |  |
|                 | Philippe Vardon   | N.I.S.S.A            | Nissa Rebela         | 3 686   | 3,03   |         |        |    |      |  |  |
|                 | Bruno Della-Sudda | Nice citoyenne       | Les Alternatifs-LCR  | 2 413   | 1,98   |         |        |    |      |  |  |
|                 |                   |                      |                      |         |        |         |        |    |      |  |  |
| Inscrits        | Inscrits          | Inscrits             | Inscrits             | 214 509 | 100,00 | 214 470 | 100,00 |    |      |  |  |
| Abstention      | Abstention        | Abstention           | Abstention           | 89 742  | 41,84  | 85 541  | 39,88  |    |      |  |  |
| Votants         | Votants           | Votants              | Votants              | 124 767 | 58,16  | 128 929 | 60,12  |    |      |  |  |
| Blancs et nuls  | Blancs et nuls    | Blancs et nuls       | Blancs et nuls       | 3 054   | 2,45   | 3 624   | 2,81   |    |      |  |  |
| Exprimés        | Exprimés          | Exprimés             | Exprimés             | 121 713 | 97,55  | 125 305 | 97,19  |    |      |  |  |
| * Maire sortant |                   |                      |                      |         |        |         |        |    |      |  |  |

### Élection municipale de 2001
Le premier tour a lieu le 11 mars 2001 et le second tour, le 18 mars 2001. Jacques Peyrat, qui a rejoint le RPR en juin 1996, est réélu maire de Nice à la suite de la victoire de sa liste d'union de la droite RPR-UDF-DL-MPF. L'écart au second tour est néanmoins faible avec la liste de gauche plurielle menée par le socialiste Patrick Mottard.
| Tête de liste   | Tête de liste             | Partis                   | Premier tour | Premier tour | Second tour | Second tour | Sièges | Sièges |
| Tête de liste   | Tête de liste             | Partis                   | Voix         | %            | Voix        | %           | Sièges | %      |
| --------------- | ------------------------- | ------------------------ | ------------ | ------------ | ----------- | ----------- | ------ | ------ |
|                 | Jacques Peyrat *          | RPR-UDF-DL-MPF           | 37 256       | 37,25        | 49 440      | 44,48       | 50     | 72,5   |
|                 | Patrick Mottard           | PS-PCF-Les Verts-PRG-MDC | 28 581       | 28,57        | 45 916      | 41,31       | 14     | 20,3   |
|                 | Marie-France Stirbois     | FN                       | 11 981       | 11,98        | 15 788      | 14,20       | 5      | 7,2    |
|                 | Jacqueline Mathieu-Obadia | DVD                      | 8 026        | 8,02         |             |             |        |        |
|                 | Joseph Ciccolini          | DVG                      | 4 789        | 4,79         |             |             |        |        |
|                 | Jean Icart                | DVD-MEI                  | 4 723        | 4,72         |             |             |        |        |
|                 | Xavier Caïtucoli          | MNR                      | 3 025        | 3,02         |             |             |        |        |
|                 | Alain Roullier            | Nationalisme niçois      | 1 640        | 1,64         |             |             |        |        |
|                 |                           |                          |              |              |             |             |        |        |
| Inscrits        | Inscrits                  | Inscrits                 | 222 121      | 100,00       | 222 120     | 100,00      |        |        |
| Abstention      | Abstention                | Abstention               | 117 748      | 53,01        | 106 781     | 48,07       |        |        |
| Votants         | Votants                   | Votants                  | 104 373      | 46,99        | 115 339     | 51,93       |        |        |
| Blancs et nuls  | Blancs et nuls            | Blancs et nuls           | 4 352        | 4,17         | 4 195       | 3,64        |        |        |
| Exprimés        | Exprimés                  | Exprimés                 | 100 021      | 95,83        | 111 144     | 96,36       |        |        |
| * Maire sortant |                           |                          |              |              |             |             |        |        |

### Élection municipale de 1995
L'élection municipale des 11 et 18 juin 1995 aboutit à la victoire relativement surprise de la liste divers droite menée par Jacques Peyrat. En septembre 1994, Jacques Peyrat quitte le Front national considérant qu'il ne peut pas gagner la mairie avec cette étiquette, puis fonde l'Entente républicaine, un mouvement politique local sur le modèle du Rassemblement républicain de Jean et Jacques Médecin,. Il affronte la liste du maire sortant Jean-Paul Baréty investie par le RPR et l'UDF. Des tensions se font jour entre ces deux partis lorsqu'est officialisée la composition de la liste sur laquelle figurent en position éligible 28 RPR contre seulement 11 UDF. Entre-temps a rejoint la liste en deuxième position Patrick Stefanini, directeur adjoint du cabinet du Premier ministre Alain Juppé et directeur de la campagne présidentielle victorieuse de Jacques Chirac en 1995. Patrick Stefanini est a priori promis à occuper à terme le poste de maire en cas de victoire. Jacques Peyrat de son côté dénonce l'arrivée de ce haut-fonctionnaire dans la campagne : « Laissez les Niçois s'arranger entre eux. M. Stefanini vient faire un trait d'union entre Nice et ce gouvernement et promettre des subventions. Nous en avons assez de la République des camarades. ». Il constitue quant à lui une liste de socioprofessionnels reconnus localement comme, en deuxième position, l'ancien président de la chambre de commerce de Nice Gilbert Stellardo, et de représentants des communautés importantes de la ville. Sa liste accueille également Anne-Laure Médecin, la fille cadette de Jacques Médecin, en 26e position. Il doit néanmoins faire face à la concurrence d'une liste Front national menée par Jean-Pierre Gost, parti avec lequel les relations sont devenues très conflictuelles. 
Au premier tour, la liste de Jacques Peyrat arrive en tête avec près de 34 % des suffrages et huit points d'avance sur son principal adversaire Jean-Paul Baréty. Le journal Libération remarque alors que « l'ampleur [du score de Jacques Peyrat] a surpris tout Nice ». Entre les deux tours, Baréty tente de rassembler autour de lui tous les électeurs n'ayant pas voté Peyrat, de même que Nice-Matin. La gauche, menée par Paul Cuturello, maintient sa liste, souhaitant « une vraie opposition » au conseil municipal. Au second tour, la liste de Jacques Peyrat gagne près de 16 500 voix par rapport au premier tour et se place nettement en tête avec 42,3 % des suffrages. La liste du Front national perd quant à elle 5 000 voix. Le 25 juin, Jacques Peyrat est élu maire de Nice par 51 voix (une de plus que sa majorité, en provenance d'un élu de la liste Baréty) contre 10 voix pour Jean-Paul Baréty, 6 voix pour Paul Cuturello et 2 voix pour Jean-Pierre Gost. Son discours inaugural est qualifié de « consensuel » par Le Monde.
Durant l'élection, Jacques Médecin est incarcéré au centre pénitentiaire de Saint-Quentin-Fallavier. Il vient d'être condamné un mois auparavant à deux ans de prison ferme par le tribunal correctionnel de Grenoble dans l'affaire politico-financière Nice-Opéra. Le lendemain du deuxième tour, il comparait devant ce même tribunal dans l'affaire de la SEREL. Quelques jours avant le second tour, l'un de ses avocats déclare que son client a décidé d'observer « une neutralité politique stricte » en ce qui concerne l'élection municipale niçoise.
| Tête de liste   | Tête de liste      | Partis                       | Premier tour | Premier tour | Second tour | Second tour | Sièges | Sièges |
| Tête de liste   | Tête de liste      | Partis                       | Voix         | %            | Voix        | %           | Sièges | %      |
| --------------- | ------------------ | ---------------------------- | ------------ | ------------ | ----------- | ----------- | ------ | ------ |
|                 | Jacques Peyrat     | Entente républicaine (DVD)   | 41 590       | 33,99        | 58 065      | 42,30       | 50     | 72,5   |
|                 | Jean-Paul Baréty * | RPR-UDF-CNI                  | 32 093       | 26,23        | 43 686      | 31,82       | 11     | 15,9   |
|                 | Paul Cuturello     | PS-PCF-Les Verts-Radical-MDC | 24 293       | 19,86        | 25 183      | 18,34       | 6      | 8,7    |
|                 | Jean-Pierre Gost   | FN                           | 15 310       | 12,51        | 10 344      | 7,54        | 2      | 2,9    |
|                 | Rudy Salles        | UDF diss.                    | 3 595        | 2,94         |             |             |        |        |
|                 | Patrice Miran      | MEI                          | 3 489        | 2,85         |             |             |        |        |
|                 | Joseph Ciccolini   | DVG                          | 1 981        | 1,62         |             |             |        |        |
|                 |                    |                              |              |              |             |             |        |        |
| Inscrits        | Inscrits           | Inscrits                     | 231 477      | 100,00       | 231 477     | 100,00      |        |        |
| Abstention      | Abstention         | Abstention                   | ~ 106 870    | 46,17        | 91 765      | 39,64       |        |        |
| Votants         | Votants            | Votants                      | ~ 124 600    | 53,83        | 139 712     | 60,36       |        |        |
| Blancs et nuls  | Blancs et nuls     | Blancs et nuls               | ~ 2 250      | ~ 1,8        | 2 434       | 1,74        |        |        |
| Exprimés        | Exprimés           | Exprimés                     | 122 351      | ~ 98,2       | 137 278     | 98,26       |        |        |
| * Maire sortant |                    |                              |              |              |             |             |        |        |

### Élection municipale de 1989
Le premier tour a lieu le 12 mars 1989 et le second tour le 19 mars 1989. À l'issue du premier tour, la liste du PCF fusionne avec celle du PS. Bien que Jacques Médecin soit mis en cause dans plusieurs affaires politico-financières concernant la gestion de la ville, il est réélu une nouvelle fois. Ce scrutin est par ailleurs marqué par la percée du Front national pour la première fois à une élection municipale niçoise.
| Tête de liste   | Tête de liste       | Partis         | Premier tour | Premier tour | Second tour | Second tour | Sièges | Sièges |
| Tête de liste   | Tête de liste       | Partis         | Voix         | %            | Voix        | %           | Sièges | %      |
| --------------- | ------------------- | -------------- | ------------ | ------------ | ----------- | ----------- | ------ | ------ |
|                 | Jacques Médecin *   | RPR-UDF        | 55 666       | 42,86        | 64 121      | 46,76       | 51     | 73,9   |
|                 | Jean-Hugues Colonna | PS             | 25 876       | 19,93        | 46 044      | 33,57       | 11     | 15,9   |
|                 | Charles Caressa     | PCF            | 10 835       | 8,34         | 46 044      | 33,57       | 11     | 15,9   |
|                 | Jacques Peyrat      | FN             | 23 748       | 18,29        | 26 974      | 19,67       | 7      | 10,1   |
|                 | Guy Marimot         | Les Verts      | 8 626        | 6,64         |             |             |        |        |
|                 | Jacques Randon      | PS diss.       | 5 114        | 3,94         |             |             |        |        |
|                 |                     |                |              |              |             |             |        |        |
| Inscrits        | Inscrits            | Inscrits       | 231 984      | 100,00       | 231 984     | 100,00      |        |        |
| Abstention      | Abstention          | Abstention     | 96 401       | 41,56        | 90 179      | 38,87       |        |        |
| Votants         | Votants             | Votants        | 135 583      | 58,44        | 141 805     | 61,13       |        |        |
| Blancs et nuls  | Blancs et nuls      | Blancs et nuls | 5 718        | 4,22         | 4 666       | 3,29        |        |        |
| Exprimés        | Exprimés            | Exprimés       | 129 865      | 95,78        | 137 139     | 96,71       |        |        |
| * Maire sortant |                     |                |              |              |             |             |        |        |

À la suite de la démission de Jacques Médecin en septembre 1990 en raison d'ennuis judiciaires, le conseil municipal procède à l'élection du nouveau maire. C'est le premier adjoint de Jacques Médecin, Honoré Bailet, par ailleurs sénateur RPR, qui sera élu.
En octobre 1993, le maire Honoré Bailet démissionne en raison de problèmes de santé. Selon certains sondages, la victoire est alors possible pour le Front national et son leader local Jacques Peyrat si une nouvelle élection municipale devait avoir lieu. C'est pourquoi le siège du RPR s'efforce alors de trouver un nouveau maire parmi les conseillers municipaux de la majorité. Le 8 novembre 1993, le gaulliste Jean-Paul Baréty, sixième adjoint d'Honoré Bailet, est élu maire de Nice.

### Élection municipale de 1983
Malgré une dissidence de l'UDF, la liste de Jacques Médecin remporte l'élection dès le premier tour avec 54,83 % des voix face à la liste Union de la gauche conduite par Max Gallo (31,25 %). Le Front national, qui se présente pour la première fois à une élection municipale à Nice, ne recueille que 2,62 % des voix. Les 90 353 voix obtenues par Jacques Médecin constituent un record pour une liste à une élection municipale niçoise.
| Tête de liste   | Tête de liste     | Parti                           | Voix    | %      | Sièges | Sièges |
| Tête de liste   | Tête de liste     | Parti                           | Voix    | %      | Sièges | %      |
| --------------- | ----------------- | ------------------------------- | ------- | ------ | ------ | ------ |
|                 | Jacques Médecin * | Union de la droite (RPR-UDF)    | 90 353  | 54,83  | 56     | 81,2   |
|                 | Max Gallo         | Union de la gauche (PS-PCF-MRG) | 51 492  | 31,25  | 11     | 15,9   |
|                 | Fernand Icart     | UDF-PR diss.                    | 10 423  | 6,33   | 2      | 2,9    |
|                 | Henri Roubault    | ÉCO                             | 5 512   | 3,34   | 0      | 0      |
|                 | Alain Seiller     | FN                              | 4 324   | 2,62   | 0      | 0      |
|                 | Panizzoli         | DVD                             | 2 684   | 1,63   | 0      | 0      |
|                 |                   |                                 |         |        |        |        |
| Inscrits        | Inscrits          | Inscrits                        | 228 669 | 100,00 |        |        |
| Abstentions     | Abstentions       | Abstentions                     | 60 619  | 26,51  |        |        |
| Votants         | Votants           | Votants                         | 168 050 | 73,49  |        |        |
| Blancs et nuls  | Blancs et nuls    | Blancs et nuls                  | 3 262   | 1,94   |        |        |
| Exprimés        | Exprimés          | Exprimés                        | 164 788 | 98,06  |        |        |
| * Maire sortant |                   |                                 |         |        |        |        |

### Élection municipale partielle de 1978
À la suite de l'annulation par le Conseil d'État le 27 octobre 1978 de l'élection municipale de 1977 dans le troisième secteur de la ville, un nouveau scrutin est organisé le 10 décembre 1978. Cette annulation a pour origine la distribution d'un tract anonyme accusant à tort la tête de liste communiste du troisième secteur, Virgile Pasquetti, d'émission de chèques sans provision et de détournement de fonds,. Destinée à élire 14 conseillers municipaux, cette élection partielle ne peut pas remettre en cause la majorité municipale de Jacques Médecin qui dispose de 35 sièges sur 35 au titre du premier et du deuxième secteur. Étant élu du deuxième secteur, Jacques Médecin ne se présente pas à cette élection ; la liste de la majorité municipale est menée par Roger Binda, membre du RPR et adjoint aux affaires culturelles. Ce scrutin concerne la partie ouest de la ville, alors en plein développement, et 58 000 électeurs sont appelés au vote soit près de 5 000 de plus qu'en 1977. 
Le vote a lieu dans un contexte difficile pour Jacques Médecin qui est la cible de rumeurs qui l'associent à de possibles affaires politico-financières et dont les relations avec le Parti républicain sont de plus en plus tendues,. Jean Mouisset, l'évêque de Nice, dénonce l'immoralité qui aurait selon lui gagné la ville, laquelle serait devenue un « centre de tripots ». Deux jours avant le scrutin, le quotidien Nice-Matin juge que la victoire de la liste d'union de la gauche serait positive pour la démocratie. Enfin, le fait que la majorité municipale soit acquise à Jacques Médecin quelle que soit l'issue de cette élection, joue en faveur de la liste de gauche en décomplexant les électeurs qui craindraient un trop grand changement.
Le journal Le Monde affirme que la troisième liste en lice, celle de l'Union populaire gaulliste, un mouvement politique local créé en 1978, et menée par le gérant de société Fernand Roque d'Orbcastel, aurait pour objectif de « provoquer un second tour de scrutin au profit de M. Jacques Médecin, pour la liste duquel elle indique qu'elle sera susceptible de se désister ».
| Tête de liste    | Tête de liste             | Liste                                     | Parti              | Voix   | %      | Sièges |
| ---------------- | ------------------------- | ----------------------------------------- | ------------------ | ------ | ------ | ------ |
|                  | Virgile Pasquetti         | Nice-démocratie                           | PCF-PS-MRG-ÉCO-UGP | 14 719 | 50,91  | 14     |
|                  | Roger Binda               | MEDECIN *                                 | RPR-RR-PR-P&R-PSD  | 12 600 | 43,58  | 0      |
|                  | Fernand Roque d'Orbcastel | Union pour la participation et la gestion | UPG                | 1 591  | 5,50   | 0      |
|                  |                           |                                           |                    |        |        |        |
| Inscrits         | Inscrits                  | Inscrits                                  | Inscrits           | 58 247 | 100,00 |        |
| Abstentions      | Abstentions               | Abstentions                               | Abstentions        | 28 321 | 48,62  |        |
| Votants          | Votants                   | Votants                                   | Votants            | 29 926 | 51,38  |        |
| Blancs et nuls   | Blancs et nuls            | Blancs et nuls                            | Blancs et nuls     | 1 016  | 3,40   |        |
| Exprimés         | Exprimés                  | Exprimés                                  | Exprimés           | 28 910 | 96,60  |        |
| * Liste du maire |                           |                                           |                    |        |        |        |

La liste d'union de la gauche de Virgile Pasquetti remporte l'élection dès le premier tour avec 50,91% des voix (10 points de mieux qu'en 1977) et 2 119 voix d'avance sur la liste de la majorité municipale. Elle l'emporte dans les cantons de Nice-9 et Nice 10 mais arrive seconde dans le canton de Nice-8 (51,58% pour la liste de Roger Binda). Celle-ci stabilise quasiment son score par rapport au scrutin de 1977 dans les cantons de Nice-8 et Nice-9 (39,0% des voix dans ce dernier), mais s'affaiblit nettement dans le canton de Nice-10 que la gauche gagne avec 1 395 voix d'avance et presque 11 points de mieux qu'en 1977, un canton comportant de nombreux HLM. Conformément à la loi électorale, la gauche obtient la totalité des 14 sièges en jeu et fait son entrée au conseil municipal. Jacques Médecin déclare que ces nouveaux élus « constitueront un élément permanent de perturbation au sein du conseil municipal mais nous nous y habituerons ». Quatre des seize adjoints au maire ne sont pas réélus et sont donc remplacés.

### Élections municipales de 1977
Lors des élections municipales de 1977, les cinq premières villes de France sont divisées en secteurs conformément à la loi n°76-665 du 19 juillet 1976. La ville de Nice est ainsi divisée en trois secteurs constitués par un regroupement de cantons et qui élisent au total 49 conseillers municipaux. Le premier secteur, composé des cantons de Nice-1, Nice-2, Nice-3 et Nice-4, élit 17 conseillers municipaux. Le deuxième secteur (Nice-5, Nice-6, Nice-7 et Nice-11) élit 18 conseillers municipaux. Enfin, le troisième secteur (Nice-8, Nice-9 et Nice-10) élit 14 conseillers municipaux. La liste qui gagne un secteur obtient la totalité des conseillers municipaux du secteur. 
Lors de la campagne électorale, les affiches du maire sortant Jacques Médecin se font remarquer. L'une déclare : « Une bonne tête, un visage ouvert et le regard franc, il a tout cela. Regardez les autres… Sinistres ». Sur une autre, un petit enfant affirme : « Quand je serai grand, je voterai Médecin », alors que la chanteuse Mireille Mathieu apparaît sur une autre affiche revendiquant : « Si j'étais Niçoise, je voterais Médecin ». En guise de riposte à ces deux dernières affiches, des autocollants, signés « Spaggiari », font leur apparition dans la ville et sur lesquels on peut lire : « Dimanche, je vais pouvoir voter Médecin ». En effet, Albert Spaggiari, le supposé cerveau du casse du siècle de la Société générale à Nice (qui a eu lieu en juillet 1976), s'évade trois jours avant le premier tour, et depuis son arrestation, plusieurs éléments découverts permettaient de soupçonner Spaggiari de graviter autour du maire ou de son entourage, ce dont Jacques Médecin se défendait,.
L'élection est marquée par la mise en difficulté, pour la première fois à un scrutin municipal, de Jacques Médecin (apparenté depuis septembre 1975 aux Républicains indépendants). Au premier tour, sa liste d'union de la droite (RI-RPR-CDS) arrive en tête, mais environ cinq points seulement la sépare de la liste d'Union de la gauche menée par le communiste Charles Caressa, et ceci dans les trois secteurs. La liste jobertiste et écologiste d'Henri Roubault fait également une percée avec près de 14 % des suffrages, ce qui est une surprise et met en lumière un pan de l'électorat déçu par Jacques Médecin mais se refusant pour autant à voter communiste. Ce faible écart entre les deux listes principales n'était pas attendu. L'hebdomadaire L'Express parle d'un maire « sonné comme un boxeur (...) surpris par le punch de son adversaire », alors que Le Monde estime que « les Niçois ne reviennent pas de leur audace (...) ils ont porté un coup sévère au mythe d'invincibilité de leur maire ». 
Entre les deux tours, le député Républicain indépendant Fernand Icart, qui, contrairement à l'élection municipale de 1971, ne se présentait pas, et qui n'avait jusqu'à présent pas apporté son soutien à Jacques Médecin, appelle à voter pour ce dernier, avertissant de la « dangereuse aventure » que constitue « l'installation à la tête de la ville des communistes et de leurs alliés marxistes ». Par ailleurs, Jacques Médecin invite les électeurs écologistes du premier tour à le rejoindre et, selon Bernard Bragard et al. dans leur ouvrage J.M. Le feuilleton niçois, 16 000 coups de téléphone sont passés par les militants médecinistes pour mobiliser les abstentionnistes. Le second tour fait apparaître un très faible écart entre la liste Médecin et la liste Caressa. Seules 966 voix les séparent lorsqu'on agrège les résultats des trois secteurs de la ville : 340 voix dans le premier secteur, 332 voix dans le deuxième secteur et 294 voix dans le troisième secteur. Les 49 sièges du conseil municipal sont donc remportés par Jacques Médecin et ses colistiers, mais il s'en est fallu de peu pour que la ville bascule à gauche. Tout en appelant la majorité municipale à « tirer les conséquences de ce scrutin », le quotidien Nice-Matin juge que la liste de gauche a échoué en raison de la place trop importante qu'y occupait le Parti communiste français.
| Tête de liste   | Tête de liste     | Partis                          | Premier tour | Premier tour | Second tour | Second tour | Sièges |
| Tête de liste   | Tête de liste     | Partis                          | Voix         | %            | Voix        | %           | Sièges |
| --------------- | ----------------- | ------------------------------- | ------------ | ------------ | ----------- | ----------- | ------ |
|                 | Jacques Médecin * | RR-RI-RPR-CDS                   | 63 360       | 45,37        | 72 888      | 50,33       | 49     |
|                 | Charles Caressa   | Union de la gauche (PCF-PS-MRG) | 56 650       | 40,56        | 71 922      | 49,67       | 0      |
|                 | Henri Roubault    | ECO-MDD                         | 19 222       | 13,76        |             |             |        |
|                 | Grover            | Union royaliste                 | 421          | 0,30         |             |             |        |
|                 |                   |                                 |              |              |             |             |        |
| Inscrits        | Inscrits          | Inscrits                        |              | 100,00       |             | 100,00      |        |
| Abstentions     |                   |                                 |              |              |             |             |        |
| Votants         |                   |                                 |              |              |             |             |        |
| Blancs et nuls  |                   |                                 |              |              |             |             |        |
| Exprimés        | Exprimés          | Exprimés                        | 139 653      |              | 144 810     |             |        |
| * Maire sortant |                   |                                 |              |              |             |             |        |

Résultats par secteur : 

### Élection municipale de 1971
L'élection municipale du 14 mars 1971 voit principalement s'affronter la liste du Rassemblement républicain de Jacques Médecin, la liste communiste de Virgile Pasquetti et une liste menée par Fernand Icart composée de gaullistes et de Républicains indépendants. Au cours de l'année 1970, craignant cette double opposition des gaullistes et des communistes, Jacques Médecin (qui à l'Assemblée nationale siège dans le groupe centriste PDM qui fait partie de la majorité) s'efforce de former une liste commune avec les gaullistes et négocie pour cela avec le pouvoir parisien. Mais la tentative échoue, le Président de la République Georges Pompidou préférant une liste uniquement UDR-RI. Celle-ci, intitulée « Nice-Renouveau », sera menée par le républicain indépendant Jacques Toussaint. Jacques Médecin se tourne alors vers le PS et conclut un accord début 1971 qui aboutit à l'intégration de plusieurs personnalités socialistes locales sur sa liste, ceci avec l'approbation de la direction nationale du PS. La liste Médecin compte ainsi vingt divers gauche, neuf modérés, cinq centristes, deux gaullistes et un indépendant. Jacques Peyrat, conseiller municipal sortant élu en 1965 sur la liste de Jean Médecin, n'est pas retenu sur la liste et rejoint celle des républicains indépendants. 
La liste de Jacques Médecin remporte l'élection dès le premier tour en recueillant 56 491 voix soit 50,14 % des suffrages et la totalité des 37 sièges. La liste du parti communiste conduite par Virgile Pasquetti obtient 31 383 voix (27,85 %).

### Élection municipale partielle de 1966
Après la mort de Jean Médecin en décembre 1965, une élection municipale partielle est organisée les 30 janvier et 6 février 1966 afin de pourvoir le siège vacant de conseiller municipal. L'UNR, qui a subi une lourde défaite à l'élection municipale de mars 1965, décide de ne pas présenter de candidat. Jacques Médecin, le fils de Jean Médecin et conseiller général du canton de Nice-4 depuis 1961, se présente au nom de la majorité municipale et frôle la victoire dès le premier tour (à 343 voix près). Au second tour, il arrive largement en tête avec près de 64 % des voix face au candidat communiste Virgile Barel. Pour autant, à la suite de l'élection municipale, la désignation de Jacques Médecin comme maire de Nice n'est dans un premier temps pas une évidence. Plusieurs personnalités du conseil municipal ont également cette ambition : le colonel Bouvier, premier adjoint au maire, le deuxième adjoint Raoul Bosio et le troisième adjoint Gérald Cassin. Un premier vote des conseillers municipaux, à huis clos, est organisé et est remporté par Jacques Médecin avec 24 voix contre 13 voix pour le colonel Bouvier. Le lendemain, le 11 février 1966, Jacques Médecin est élu maire de Nice par 36 voix et un bulletin blanc sur 37. C'est le début d'un « règne » de plus de 24 ans.
| Candidat       | Candidat            | Étiquette - partis                            | Premier tour | Premier tour | Second tour | Second tour | Siège |  |
| Candidat       | Candidat            | Étiquette - partis                            | Voix         | %            | Voix        | %           | Siège |  |
| -------------- | ------------------- | --------------------------------------------- | ------------ | ------------ | ----------- | ----------- | ----- |  |
|                | Jacques Médecin     | Union démocratique et d'action communale (RR) | 44 718       | 49,62        | 54 509      | 63,93       | 1     |  |
|                | Virgile Barel       | PCF                                           | 27 204       | 30,19        | 30 754      | 36,07       | 0     |  |
|                | Maurice Donat       | SE                                            | 15 276       | 16,95        |             |             |       |  |
|                | Georges Maniglier   | Gauche socialiste et démocrate (PR-SFIO-PSU)  | 1 841        | 2,04         |             |             |       |  |
|                | Toussaint Defendini | Union des Corses de Nice                      | 1 082        | 1,20         |             |             |       |  |
|                |                     |                                               |              |              |             |             |       |  |
| Inscrits       | Inscrits            | Inscrits                                      | 177 494      | 100,0        | 177 494     | 100,0       |       |  |
| Abstentions    | Abstentions         | Abstentions                                   | 85 732       | 48,30        | 89 492      | 50,42       |       |  |
| Votants        | Votants             | Votants                                       | 91 762       | 51,70        | 88 002      | 49,58       |       |  |
| Blancs et nuls | Blancs et nuls      | Blancs et nuls                                | 1 641        | 1,79         | 2 739       | 3,11        |       |  |
| Exprimés       | Exprimés            | Exprimés                                      | 90 121       | 98,21        | 85 263      | 96,89       |       |  |

### Élection municipale de 1965
L'élection municipale de mars 1965 oppose Jean Médecin à une liste d'union de la gauche conduite par le communiste Virgile Barel et à une liste gaulliste menée par le général et aviateur Louis Delfino. Celui-ci est chargé par l'UNR de mettre fin à la domination locale sans partage du maire niçois farouchement antigaulliste. Peu avant l'élection, le journal Le Monde titre un de ses articles : « A Nice, l'"escadrille" du général Delfino attaque le domaine du "vieux seigneur" ». Dominique Olivesi, de l'université Nice-Sophia-Antipolis, note qu'il fallait au pouvoir gaulliste un candidat qui soit « un enfant du pays, à la nissardité bien établie, un nom irréprochable » et « un chef de commando, capable de frapper fort ». L'opération se solde néanmoins par un échec cinglant. Louis Delfino arrive en dernière position, derrière la liste de gauche, et Jean Médecin est réélu dès le premier tour. Le vote Médecin est amplifié par le soutien des rapatriés d'Algérie, séduits par un maire antigaulliste qui fut partisan de l'Algérie française et qui multiplie les gestes à leur endroit,. Il s'agit de la dernière élection municipale de Jean Médecin. Il meurt le 18 décembre 1965.
On note la présence sur la liste médeciniste de Jacques Peyrat, futur maire de Nice de 1995 à 2008. Il fait pour la première fois son entrée au conseil municipal.
|                 | Jean Médecin * | Union démocratique et d'action communale pour le progrès économique et social | RR-RGR         | 66 166  | 53,7   | 37 |  |  |  |
|                 | Virgile Barel  | Unité démocratique                                                            | PCF-SFIO-PSU   | 30 290  | 24,6   | 0  |  |  |  |
|                 | Louis Delfino  | Union pour l'expansion et la modernisation de Nice                            | UNR            | 26 780  | 21,7   | 0  |  |  |  |
|                 |                |                                                                               |                |         |        |    |  |  |  |
| Inscrits        | Inscrits       | Inscrits                                                                      | Inscrits       | 167 483 | 100,00 |    |  |  |  |
| Abstention      | Abstention     | Abstention                                                                    | Abstention     | 41 422  | 24,73  |    |  |  |  |
| Votants         | Votants        | Votants                                                                       | Votants        | 126 061 | 75,27  |    |  |  |  |
| Blancs et nuls  | Blancs et nuls | Blancs et nuls                                                                | Blancs et nuls | 2 875   | 2,28   |    |  |  |  |
| Exprimés        | Exprimés       | Exprimés                                                                      | Exprimés       | 123 186 | 97,72  |    |  |  |  |
| * Maire sortant |                |                                                                               |                |         |        |    |  |  |  |

### Élection municipale de 1959
L'élection municipale du 8 mars 1959 continue de se dérouler à Nice, comme pour toutes les villes de plus de 120 000 habitants, selon un scrutin proportionnel de liste à un tour. Le journal Le Monde note quelques jours avant le premier tour que Jean Médecin est à la tête d'une liste « d'union des gauches » sur laquelle figureraient, « à titre individuel, plusieurs membres de la SFIO ». L'élection ne donne qu'une majorité relative à Jean Médecin avec 44,1 % des voix et 17 sièges, la liste gaulliste de Pierre Pasquini et Léon Teisseire remportant huit sièges, et la liste communiste de Virgile Barel 12 sièges. 
Jean Médecin décide de ne pas former de majorité municipale avec les élus gaullistes, préférant se contenter de sa majorité relative. Pour Jacques Basso et Olivier Vernier de l'université de Nice Sophia-Antipolis, cette élection marque la « rupture » entre Jean Médecin et le parti gaulliste. Les conseillers municipaux gaullistes s'abstiennent lors de l'élection du maire. Léon Teisseire s'adresse à cette occasion à Jean Médecin : « Au lieu de choisir l'union des nationaux, vous avez choisi une majorité relative de 17 voix (...) L'excès de votre décision amènera de plus graves conséquences. » Les élus communistes voteront l'un des budgets présentés par Jean Médecin, lequel n'a alors pas d'autre choix que de compter sur leur soutien.
| Tête de liste   | Tête de liste   | Liste    | Partis   | Voix    | %      | Sièges | Sièges |  |
| Tête de liste   | Tête de liste   | Liste    | Partis   | Voix    | %      | Sièges | %      |  |
| --------------- | --------------- | -------- | -------- | ------- | ------ | ------ | ------ |  |
|                 | Jean Médecin *  |          | RR-CR    | 45 263  | 44,10  | 17     | 45,9   |  |
|                 | Virgile Barel   |          | PCF      | 31 842  | 31     | 12     | 32,4   |  |
|                 | Pierre Pasquini |          | UNR      |         | 21     | 8      | 21,6   |  |
|                 |                 |          |          |         |        |        |        |  |
| Inscrits        | Inscrits        | Inscrits | Inscrits | 146 517 | 100,00 |        |        |  |
| Abstentions     |                 |          |          |         |        |        |        |  |
| Votants         |                 |          |          |         |        |        |        |  |
| Blancs et nuls  |                 |          |          |         |        |        |        |  |
| Exprimés        |                 |          |          |         |        |        |        |  |
| * Maire sortant |                 |          |          |         |        |        |        |  |

## Sous laIVeRépublique

### Élection municipale de 1953
Lors de l'élection municipale du 26 avril 1953, Jean Médecin est réélu maire à la suite du succès de sa liste de centre-droit réunissant les Radicaux indépendants, le CNIP et le MRP[réf. nécessaire]. Contrairement à la mandature précédente, Jean Médecin dispose à l'issue de cette élection d'une majorité absolue au conseil municipal avec 23 sièges sur 37.
|                 | Tête de liste  | Parti    | Voix   | %                      | Sièges |
| --------------- | -------------- | -------- | ------ | ---------------------- | ------ |
|                 | Jean Médecin * | RR-RI    | 54 998 | 57,20[réf. nécessaire] | 23     |
|                 | Virgile Barel  | PCF      |        | 28,65[réf. nécessaire] | 11     |
|                 |                | RPF      |        | 8,90[réf. nécessaire]  | 3      |
|                 |                | SFIO     |        | 5,10[réf. nécessaire]  | 0      |
|                 |                |          |        |                        |        |
| Inscrits        | Inscrits       | Inscrits |        | 100,00                 |        |
| Abstentions     |                |          |        |                        |        |
| Votants         | Votants        | Votants  | 99 720 |                        |        |
| Blancs et nuls  |                |          |        |                        |        |
| Exprimés        |                |          |        |                        |        |
| * Maire sortant |                |          |        |                        |        |

### Élection municipale de 1947
Comme pour toutes les villes de plus de 9 000 habitants, l'élection municipale se déroule pour la première fois selon un scrutin proportionnel de liste à un tour. Cette élection met fin à la seule municipalité socialiste à Nice. Le maire sortant Jacques Cotta est nettement battu, sa liste n'arrive qu'en quatrième position. Jean Médecin, qui siège alors à l'Assemblée nationale dans le groupe UDSR, se présente pour la première fois sous l'étiquette du Rassemblement républicain, un mouvement local qu'il vient de créer la même année. Fort de ses récents succès électoraux aux élections cantonales de 1945, aux élections constituantes de 1945 et 1946 et aux législatives de 1946, il retrouve son poste de maire de Nice. Il n'obtient toutefois qu'une majorité relative qui l'oblige à composer avec les élus gaullistes. Il est élu maire avec 21 voix : celles des 14 élus de sa liste et des 7 élus de la liste RPF de Léon Teisseire. 
| Tête de liste   | Tête de liste   | Liste                            | Partis     | Voix   | %      | Sièges | Sièges |  |
| Tête de liste   | Tête de liste   | Liste                            | Partis     | Voix   | %      | Sièges | %      |  |
| --------------- | --------------- | -------------------------------- | ---------- | ------ | ------ | ------ | ------ |  |
|                 | Jean Médecin    |                                  | RR-UDSR-RI | 32 249 | 37,86  | 14     | 38     |  |
|                 | Virgile Barel   | Union républicaine et résistante | PCF        | 27 390 | 32,15  | 12     | 32     |  |
|                 | Léon Teisseire  |                                  | RPF        | 16 324 | 19,16  | 7      | 19     |  |
|                 | Jacques Cotta * | Action sociale                   | app. SFIO  | 9 224  | 10,83  | 4      | 11     |  |
|                 |                 |                                  |            |        |        |        |        |  |
| Inscrits        | Inscrits        | Inscrits                         | Inscrits   |        | 100,00 |        |        |  |
| Abstentions     |                 |                                  |            |        |        |        |        |  |
| Votants         |                 |                                  |            |        |        |        |        |  |
| Blancs et nuls  |                 |                                  |            |        |        |        |        |  |
| Exprimés        | Exprimés        | Exprimés                         | Exprimés   | 85 187 |        |        |        |  |
| * Maire sortant |                 |                                  |            |        |        |        |        |  |

## Élection municipale de 1945
Le premier tour a lieu le 29 avril 1945 et le second tour le 13 mai 1945. Elle se déroule au scrutin majoritaire plurinominal avec panachage. Les listes en présence rassemblent à la fois des hommes politiques, des membres actifs de la Résistance et des syndicalistes. Bien que ne se présentant pas, Jean Médecin, l'ancien maire de la ville, recueille 15 149 votes. Au premier tour, le candidat obtenant le plus de suffrages est Lucien Gueguen (35 677 voix), chef de file niçois de Combat, directeur du Ravitaillement général des Alpes-Maritimes et membre de la liste républicaine et socialiste. L'autre figure de cette liste, l'avocat socialiste Jacques Cotta, n'arrive qu'en 23e position, juste devant le maire sortant communiste Virgile Barel. Les sept candidats arrivés en tête au premier tour sont tous des membres du mouvement Combat.
Au second tour, la liste de Virgile Barel perd 500 voix en moyenne par rapport au premier tour, alors que la liste républicaine et socialiste en gagne en moyenne 11 500. Pour l'universitaire Jean-Louis Panicacci, cette dernière a bénéficié du report des voix des électeurs de Jean Médecin (bien que celui-ci s'était déclaré dans une lettre contre une opposition à la liste communiste) et dans une moindre mesure d'André Verdy (qui s'était prononcé publiquement en faveur de la liste socialiste). Jacques Cotta et Lucien Gueguen arrivent en dernière position des candidats de leur liste ; le candidat qui recueille le plus de suffrages est Georges Renevey (46 952 voix), chef-adjoint de Combat. 
Le 18 mai 1945, Jacques Cotta est élu maire de Nice avec 27 voix contre 8 et un bulletin blanc. Les élus issus du mouvement Combat ont voté contre lui, dénonçant un accord entre les partis socialiste, radical et MRP « dont le caractère nettement politique est contraire aux engagements pris lors de la constitution de la liste ».   
| Tête de liste ou candidat isolé | Tête de liste ou candidat isolé | Parti ou tendance                   | Premier tour | Premier tour                       | Premier tour                       | Second tour | Second tour                        | Second tour                        | Sièges | Sièges |  |
| Tête de liste ou candidat isolé | Tête de liste ou candidat isolé | Parti ou tendance                   | Voix         | Voix du candidat arrivé en premier | Voix du candidat arrivé en dernier | Voix        | Voix du candidat arrivé en premier | Voix du candidat arrivé en dernier | Sièges | Sièges |  |
| ------------------------------- | ------------------------------- | ----------------------------------- | ------------ | ---------------------------------- | ---------------------------------- | ----------- | ---------------------------------- | ---------------------------------- | ------ | ------ |  |
|                                 | Jacques Cotta                   | SFIO-PRRS-MRP-MLN- Combat-MNPGD-CGT | > 34 259     | 35 677                             | 33 058                             | 46 059      | 46 952                             | 46 059                             | 36     |        |  |
|                                 | Virgile Barel *                 | PCF-FN-CGT-UFF- FUJP-MLN-UP         | 34 259       | 34 259                             | 32 371                             | 33 517      | 33 517                             | 32 276                             | 0      |        |  |
|                                 | Jean Médecin (isolé)            | RI                                  | 15 149       |                                    |                                    |             |                                    |                                    |        |        |  |
|                                 | Paul Deudon (isolé)             | DVG                                 | 12 092       |                                    |                                    |             |                                    |                                    |        |        |  |
|                                 | André Verdy (isolé)             | DVG                                 | 5 330        |                                    |                                    |             |                                    |                                    |        |        |  |
|                                 |                                 |                                     |              |                                    |                                    |             |                                    |                                    |        |        |  |
| Inscrits                        |                                 |                                     |              |                                    |                                    |             |                                    |                                    |        |        |  |
| Abstention                      |                                 |                                     |              |                                    |                                    |             |                                    |                                    |        |        |  |
| Votants                         |                                 |                                     |              |                                    |                                    |             |                                    |                                    |        |        |  |
| Blancs et nuls                  |                                 |                                     |              |                                    |                                    |             |                                    |                                    |        |        |  |
| Exprimés                        |                                 |                                     |              |                                    |                                    |             |                                    |                                    |        |        |  |
| * Maire sortant                 |                                 |                                     |              |                                    |                                    |             |                                    |                                    |        |        |  |

## Sous laIIIeRépublique

### Élection municipale de 1935
Les élections municipales françaises de 1935 ont lieu les 5 et 12 mai. Elles se déroulent au scrutin majoritaire plurinominal avec panachage. Les électeurs peuvent faire figurer sur la liste pour laquelle ils votent, des candidats issus d'autres listes. Jean Médecin est massivement réélu maire de Nice dès le premier tour. Le quotidien L'Éclaireur de Nice et du Sud-Est (de tendance conservatrice) parle d'un « triomphe sans précédent », jugeant qu'il faut « remonter à la première élection d'Alfred Borriglione pour trouver pareil mouvement populaire ». 
Jean Médecin obtient le plus grand nombre de voix (24 936). Son colistier au score le plus faible récolte 22 928 votes. Son principal adversaire est Paul Deudon, l'un de ses (anciens ?) adjoints et le député de la troisième circonscription de Nice. Il arrive loin derrière avec 8 940 votes. Virgile Barel, tête de liste PCF, obtient 6 505 voix, et Antoine-René Fabiani, tête de liste SFIO, 2 464.
| Tête de liste ou candidat isolé | Tête de liste ou candidat isolé | Parti ou tendance | Voix   | Voix du candidat arrivé en premier | Voix du candidat arrivé en dernier | Sièges |
| ------------------------------- | ------------------------------- | ----------------- | ------ | ---------------------------------- | ---------------------------------- | ------ |
|                                 | Jean Médecin *                  | IDG               | 24 936 | 24 936                             | 22 928                             | 36     |
|                                 | Paul Deudon (isolé)             | Gauche,           | 8 940  |                                    |                                    | 0      |
|                                 | Virgile Barel                   | PC                | 6 505  | 6 505                              | 4 991                              | 0      |
|                                 | Antoine-René Fabiani            | SFIO              | 2 464  | 2 464                              | 1 282                              | 0      |
|                                 | Léon Scrivano (isolé)           |                   | 682    |                                    |                                    | 0      |
|                                 |                                 |                   |        |                                    |                                    |        |
| Inscrits                        | Inscrits                        | Inscrits          | 47 029 |                                    |                                    |        |
| Abstention                      | Abstention                      | Abstention        | 8 917  |                                    |                                    |        |
| Votants                         | Votants                         | Votants           | 38 112 |                                    |                                    |        |
| Blancs et nuls                  |                                 |                   |        |                                    |                                    |        |
| Exprimés                        |                                 |                   |        |                                    |                                    |        |
| * Maire sortant                 |                                 |                   |        |                                    |                                    |        |

### Élection municipale de 1929
Les élections municipales françaises de 1929 ont lieu les 5 et 12 mai. Elles se déroulent au scrutin majoritaire plurinominal avec panachage. Les électeurs peuvent faire figurer sur la liste pour laquelle ils votent, des candidats issus d'autres listes. Jean Médecin et tous ses colistiers sont élus dès le premier tour.
|                 | Jean Médecin * | IDG      | 18 053  | 18 053 | 16 138 | 36 |   |
|                 | Alfred Donadei | RAD      | 9 314   | 9 390  | 8 287  | 0  |   |
|                 | M. Glas        | SFIO     | [ N 4 ] | 1 242  | 1 165  | 0  |   |
|                 | [ N 5 ]        | PC       | 540     |        |        | 0  | 0 |
|                 |                |          |         |        |        |    |   |
| Inscrits        | Inscrits       | Inscrits | 36 146  |        |        |    |   |
| Abstention      |                |          |         |        |        |    |   |
| Votants         |                |          |         |        |        |    |   |
| Blancs et nuls  |                |          |         |        |        |    |   |
| Exprimés        |                |          |         |        |        |    |   |
| * Maire sortant |                |          |         |        |        |    |   |

### Élection municipale partielle de 1928
À la suite de la démission du maire Alexandre Mari et d'une grande partie des conseillers municipaux, une élection municipale partielle est organisée les 2 et 9 décembre 1928. Elle se déroule au scrutin majoritaire plurinominal avec panachage. Les électeurs peuvent faire figurer sur la liste pour laquelle ils votent, des candidats issus d'autres listes. À l'issue du premier tour, Jean Médecin, qui se présente en candidat isolé, est le seul à recueillir la majorité absolue des suffrages et donc le seul à être élu dès le premier tour. Le second tour, destiné à élire les 22 conseillers municipaux restants, voit s'affronter une liste présentée par Jean Médecin à la liste d'Alfred Donadei un peu remaniée par rapport au premier tour. Roger Séassal arrive en tête avec 12 629 voix. Tous les candidats de Jean Médecin sont élus. Ce dernier devient maire de Nice. 
| Tête de liste ou candidat isolé | Tête de liste ou candidat isolé | Parti ou tendance | Premier tour | Premier tour | Premier tour                       | Premier tour                       | Second tour | Second tour | Second tour                        | Second tour                        | Sièges |
| Tête de liste ou candidat isolé | Tête de liste ou candidat isolé | Parti ou tendance | Voix         | % *          | Voix du candidat arrivé en premier | Voix du candidat arrivé en dernier | Voix        | %           | Voix du candidat arrivé en premier | Voix du candidat arrivé en dernier | Sièges |
| --- | ------------------------------- | ----------------- | ------------ | ------------ | ---------------------------------- | ---------------------------------- | ----------- | ----------- | ---------------------------------- | ---------------------------------- | ------ |
| | Jean Médecin (isolé puis liste) | IDG               | 12 542       | 53,75        |                                    |                                    |             |             | 12 629                             | 11 731                             | 23     |
| | Alfred Donadei                  | RAD               | 10 799       | 46,28        | 10 799                             | 10 223                             | 11 595      | 48,27       | 11 701                             | 10 808                             | 0      |
| | Divers                          |                   | 126          | 0,54         |                                    |                                    | 254         | 1,06        |                                    |                                    | 0      |
| |                                 |                   |              |              |                                    |                                    |             |             |                                    |                                    |        |
| Inscrits | Inscrits                        | Inscrits          | 33 895       | 100,00       |                                    |                                    | 33 895      | 100,00      |                                    |                                    |        |
| Abstention | Abstention                      | Abstention        | 9 886        | 29,17        | 9 399                              | 27,73                              |             |             |                                    |                                    |        |
| Votants | Votants                         | Votants           | 24 009       | 70,83        | 24 496                             | 72,27                              |             |             |                                    |                                    |        |
| Blancs et nuls | Blancs et nuls                  | Blancs et nuls    | 676          | 2,82         | 475                                | 1,94                               |             |             |                                    |                                    |        |
| Exprimés | Exprimés                        | Exprimés          | 23 333       | 97,18        | 24 021                             | 98,06                              |             |             |                                    |                                    |        |
| * Le total dépasse 100 %. Les électeurs peuvent voter pour des candidats issus de différentes listes, donc pour plusieurs têtes de liste. |                                 |                   |              |              |                                    |                                    |             |             |                                    |                                    |        |

### Élection municipale de 1925
| Tête de liste ou candidat isolé | Tête de liste ou candidat isolé | Parti ou tendance         | Voix   | % **  | Voix du candidat arrivé en premier | Voix du candidat arrivé en dernier | Sièges |  |
| --- | ------------------------------- | ------------------------- | ------ | ----- | ---------------------------------- | ---------------------------------- | ------ |  |
| | Pierre Gautier *                | PRDS                      | 12 473 | 54,36 | 13 059                             | 11 509                             | 36     |  |
| | Jean Delachet                   | Cartel des gauches        | 5 429  | 23,66 | 5 583                              | 5 317                              | 0      |  |
| | Joseph Figuiera                 | Républicains indépendants | 4 870  | 21,22 | 5 070                              | 4 762                              | 0      |  |
| | Joseph Trellé (isolé)           |                           | 2 327  | 10,14 |                                    |                                    | 0      |  |
| | André Saytour (isolé)           |                           | 1 042  | 4,54  |                                    |                                    | 0      |  |
| | Tenaud                          | PC                        | 1 022  | 4,45  | 1 022                              | 963                                | 0      |  |
| |                                 |                           |        |       |                                    |                                    |        |  |
| Inscrits | Inscrits                        | Inscrits                  | 29 855 | 100,0 |                                    |                                    |        |  |
| Abstention | Abstention                      | Abstention                | 6 347  | 21,26 |                                    |                                    |        |  |
| Votants | Votants                         | Votants                   | 23 508 | 78,74 |                                    |                                    |        |  |
| Blancs et nuls | Blancs et nuls                  | Blancs et nuls            | 563    | 2,39  |                                    |                                    |        |  |
| Exprimés | Exprimés                        | Exprimés                  | 22 945 | 97,61 |                                    |                                    |        |  |
| * Maire sortant ** Le total dépasse 100 %. Les électeurs peuvent voter pour des candidats issus de différentes listes, donc pour plusieurs têtes de liste. |                                 |                           |        |       |                                    |                                    |        |  |